# Liste der Monuments historiques in Mavilly-Mandelot
Die Liste der Monuments historiques in Mavilly-Mandelot führt die Monuments historiques in der französischen Gemeinde Mavilly-Mandelot auf.

## Liste der Immobilien
| Bezeichnung     | Beschreibung           | Standort                 | Kennzeichnung | Schutzstatus | Datum | Bild           |
| --------------- | ---------------------- | ------------------------ | ------------- | ------------ | ----- | -------------- |
| Monumentalkreuz | Stein, 16. Jahrhundert | Place de l’Eglise (Lage) | PA00112533    | Classé       | 1941  | weitere Bilder |

## Liste der Objekte
| Bezeichnung                                          | Beschreibung                                                     | Standort                       | Kennzeichnung | Schutzstatus | Datum | Bild |
| ---------------------------------------------------- | ---------------------------------------------------------------- | ------------------------------ | ------------- | ------------ | ----- | ---- |
| Gedenkstein an die Kirchweihe                        | Kalkstein, bezeichnet 1490                                       | in der Kirche St-Martin (Lage) | PM21001447    | Classé       | 1929  |      |
| Triptychon: Kreuzigung und Marienlitanei             | Ölfarbe auf Holz, bezeichnet 1596                                | in der Kirche St-Martin (Lage) | PM21001448    | Classé       | 1929  |      |
| Pietà                                                | Kalkstein, farbig gefasst, 16. Jahrhundert                       | in der Kirche St-Martin (Lage) | PM21001449    | Classé       | 1044  |      |
| Gemälde Christus krönt die heilige Theresa von Avila | Ölfarbe auf Leinwand, 17. Jahrhundert                            | in der Kirche St-Martin (Lage) | PM21001450    | Classé       | 1988  |      |
| Kelch                                                | Silber, 1708/09, Goldschmied Pierre Routy                        | in der Kirche St-Martin (Lage) | PM21002619    | Classé       | 1995  |      |
| Altarkreuz                                           | Silber, zweite Hälfte des 18. Jahrhunderts                       | in der Kirche St-Martin (Lage) | PM21003039    | Classé       | 1999  |      |
| Gemälde Mariä Verkündigung                           | Ölfarbe auf Leinwand, erste Hälfte des 17. Jahrhunderts          | in der Kirche St-Martin (Lage) | PM21003779    | Inscrit      | 1981  |      |
| Gemälde Anbetung der Hirten                          | Ölfarbe auf Leinwand, erste Hälfte des 17. Jahrhunderts          | in der Kirche St-Martin (Lage) | PM21003780    | Inscrit      | 1981  |      |
| Gemälde Beweinung Christi                            | Ölfarbe auf Leinwand, bezeichnet 1707                            | in der Kirche St-Martin (Lage) | PM21003781    | Inscrit      | 1981  |      |
| Skulptur Heiliger Martin (1)                         | Holz, farbig gefasst, 17. oder 18. Jahrhundert                   | in der Kirche St-Martin (Lage) | PM21003782    | Inscrit      | 1981  |      |
| Skulptur Heiliger Martin (2)                         | Aufsatz eines Prozessionsstabs; Holz, vergoldet, 17. Jahrhundert | in der Kirche St-Martin (Lage) | PM21003783    | Inscrit      | 1981  |      |
| Ewiges Licht                                         | Metall, versilbert, 18. Jahrhundert                              | in der Kirche St-Martin (Lage) | PM21003784    | Inscrit      | 1981  |      |
| Wandvertäfelung des Chorraums                        | Holz, 18. Jahrhundert                                            | in der Kirche St-Martin (Lage) | PM21003823    | Inscrit      | 1985  |      |
| Kantorenbank                                         | Holz, 18. Jahrhundert                                            | in der Kirche St-Martin (Lage) | PM21003824    | Inscrit      | 1985  |      |
| Kronleuchter                                         | Kupfer, Kristallglas, 19. Jahrhundert                            | in der Kirche St-Martin (Lage) | PM21003825    | Inscrit      | 1985  |      |